# Carcerato (película de 1981)
Carcerato («Encarcelado» en español) es una película de melodrama italiana de 1981 escrita y dirigida por Alfonso Brescia y protagonizada por Mario Merola.

## Reparto
- Mario Merola como Francesco Improta.
- Regina Bianchi como Donna Assunta, madre de Francesco.
- Biagio Pelligra como Nicola Esposito.
- Erika Blanc como Lucia, esposa de Francesco.
- Marta Zoffoli como Fiorella, hija de Francesco.
- Aldo Giuffré como Peppino Ascalone.
- Antonio Allocca como Pasqualino.
- Lucio Montanaro como Ciccio.
- Nino Vingelli como el profesor.
- Giorgio Ardisson como el comisionado.
- Sergio Castellitto as Scapricciatiello.
- Michele Esposito como Gennarino.
- Pamela Paris como Donna Maria.
- Lucio Rosato como Brigadiere.